# 保加利亞國家銀行

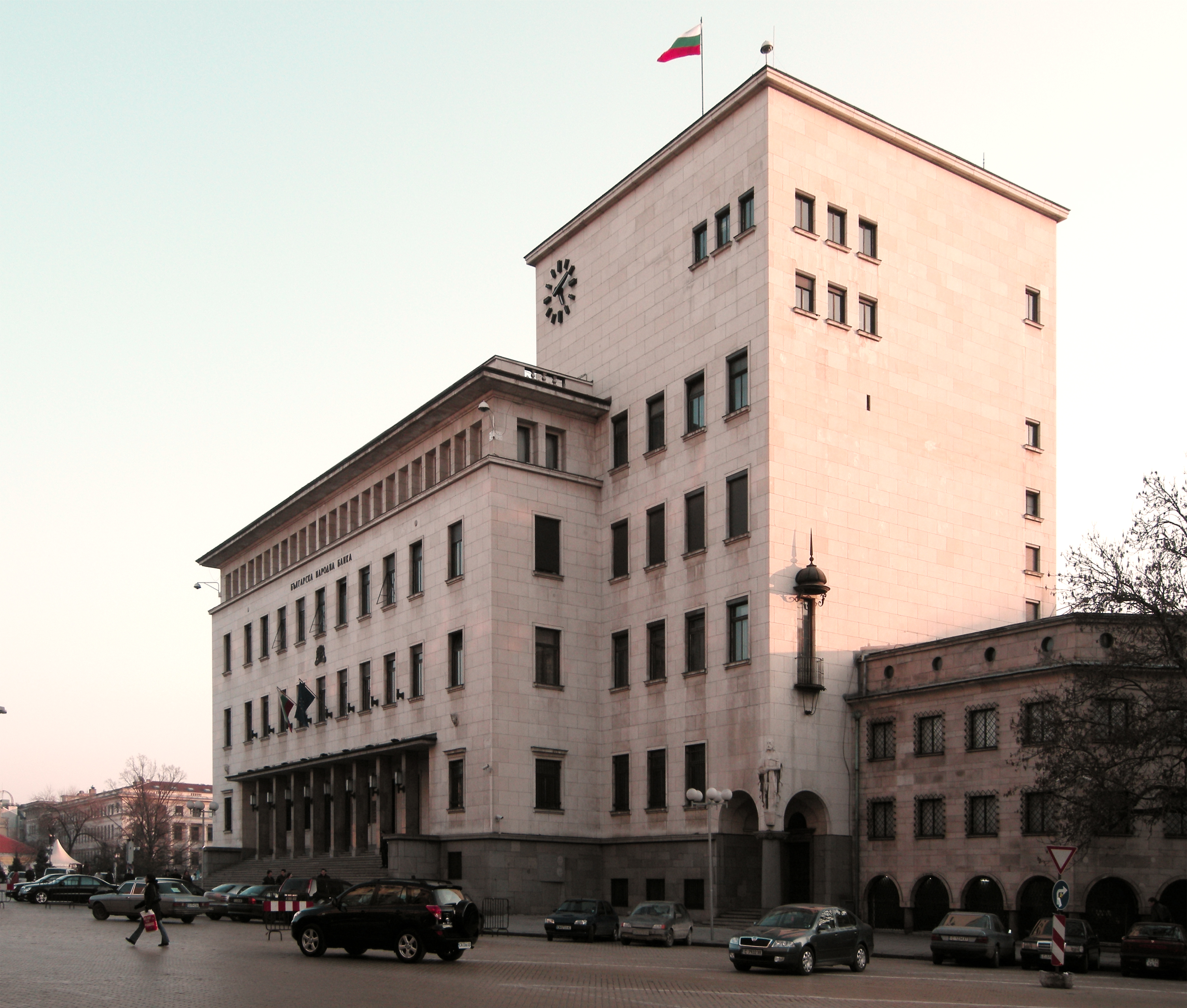
保加利亞國家銀行大廈

保加利亞國家銀行是保加利亞的中央銀行。保加利亞國家銀行成立於1879年1月25日，是世界上歷史最久的中央銀行之一。保加利亞國家銀行的總部大樓位於索菲亞市中心，修建於1934年至1939年。保加利亞國家銀行是保加利亞列弗的發行單位。1997年7月1日，保加利亞中央銀行實行聯繫匯率制，列弗與德國馬克掛鉤：1000列弗兌1德國馬克。銀行利率由160%（4月）降到6%（10月），實現了金融穩定。